# Rector (impostor)
Rector (grec medieval: Ραίκτωρ) fou un monjo ortodox que a finals del segle xi assumí la identitat de l'emperador romà d'Orient deposat Miquel VII Ducas i serví de pretext per a la invasió normanda de l'Imperi Romà d'Orient. El capitost dels normands, Robert Guiscard, probablement era conscient que era un impostor, però el veia com un casus belli convenient per perseguir els seus propis designis sobre l'Imperi Romà d'Orient. Malgrat la victòria de Guiscard a la batalla de Dirràquion, el geni militar i la perícia diplomàtica de l'emperador Aleix I Comnè acabaren frustrant la invasió. Se sospita que els normands, una vegada Rector ja no tenia cap utilitat per a ells, se'n desempallegaren ràpidament i discreta.